# Brown Eyed Girls
Le Brown Eyed Girls (in hangŭl 브라운 아이드 걸스, in giapponese ラウン・アイド・ガールズ) sono un girl group sudcoreano di musica pop formatosi nel 2006.

## Storia
Il gruppo è stato formato dalla label sudcoreana Nega Network. Ha debuttato nel 2006 con la ballata Come Closer e nel corso della sua carriera ha affrontato diversi generi. Tra i loro brani più famosi e apprezzati vi sono L.O.V.E. (2008) e Abracadabra (2009). Dal 2010 la band affronta anche il mercato giapponese.

## Formazione
- JeA (제아) – leader, voce (2006-presente)
- Miryo (미료) – rap, voce (2006-presente)
- Narsha (나르샤) – voce (2006-presente)
- Ga-in (가인) – voce (2006-presente)

## Discografia

### Album in studio
- 2006 – Your Story
- 2007 – Leave Ms. Kim
- 2009 – Sound-G
- 2011 – Sixth Sense
- 2013 – Black Box
- 2015 – Basic
- 2019 – RE_vive

### EP
- 2008 – With L.O.V.E.
- 2008 – My Style
- 2010 – Festa on Ice 2010

### Raccolte
- 2014 – Special Moments[1]